# Straßenbahn der Gemeinde Heiligensee an der Havel

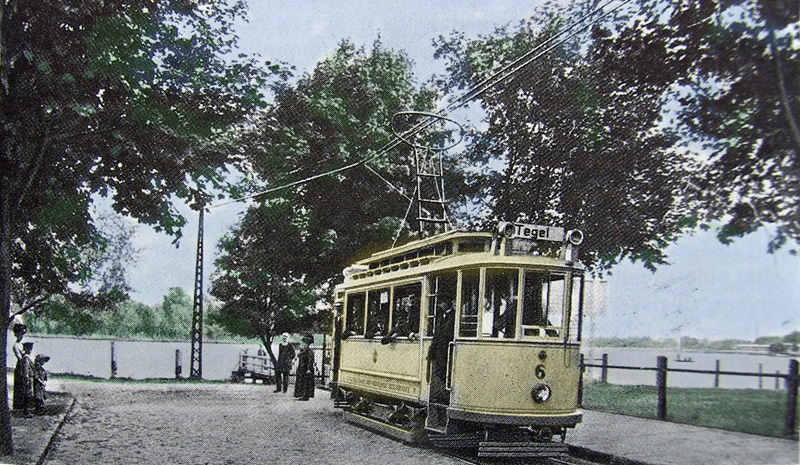
Triebwagen 6 am Barschelplatz in Tegelort, 1913

Die Straßenbahn der Gemeinde Heiligensee an der Havel war ein ehemals selbstständiger Straßenbahnbetrieb der Landgemeinde Heiligensee an der Havel. Die Gesellschaft eröffnete am 29. Mai 1913 zwei Straßenbahnlinien, die von Tegel nach Heiligensee sowie über Konradshöhe nach Tegelort verkehrten. Am 1. Oktober 1920 wurden die Gemeinden Heiligensee und Tegel im Zuge des Groß-Berlin-Gesetzes nach Berlin eingemeindet und dem Verwaltungsbezirk Reinickendorf angegliedert, die Gemeindebahn ging am selben Tag in der Großen Berliner Straßenbahn (GBS) auf, der späteren Berliner Straßenbahn (BSt). Ab 1922 wurden sie mit dem Berliner Straßenbahnnetz verbunden sowie ihre Strecken zweigleisig ausgebaut.

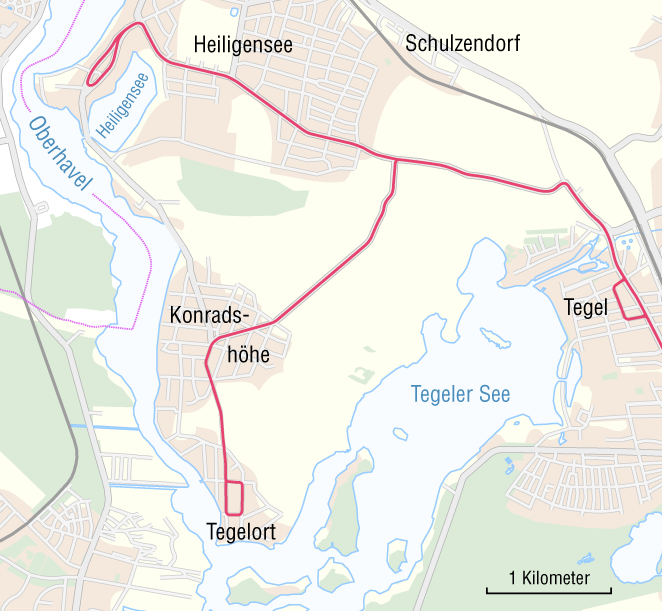
Straßenbahnstrecke in Heiligensee und Tegelort bis zu ihrer Einstellung am 1. Juni 1958

Mit der Verlängerung der Linie CI der Berliner U-Bahn (heute: Linie U6) von Kurt-Schumacher-Platz nach Tegel (heute: Alt-Tegel) am 1. Juni 1958 wurden beide Strecken stillgelegt und auf Busverkehr umgestellt. Die Trasse wurde kurz darauf für den Ausbau der parallel verlaufenden Straßen abgetragen.

## Geschichte

### Vorgeschichte
Die Gemeinde Heiligensee entwickelte sich bedingt durch ihre Lage an der Havel im ausgehenden 19. Jahrhundert zu einem wohlhabenden Wohnort. Entlang der Havel entstanden parallel dazu die Villenviertel von Konradshöhe, Jörsfelde und Tegelort. Der Verkehr von Berlin in Richtung Hennigsdorf und Velten verlief zu dieser Zeit über das Dorf, wo die Reisenden mittels Fähre über die Havel nach Nieder Neuendorf übersetzten, um ihre Reise fortzusetzen. Mit dem Bau der Hennigsdorfer Brücke über die Havel nahm diese Bedeutung ab. Für eine schnelle Verbindung in Richtung der Hauptstadt sowie nach Hennigsdorf sorgte ab 1897 die Inbetriebnahme des Bahnhofs Heiligensee an der 1893 eröffneten Kremmener Bahn, der allerdings über einen Kilometer vom Dorfkern entfernt lag. Zwischen Dorf und Bahnhof richtete der Heiligenseer Fuhrunternehmer Kleinert eine Pferdeomnibuslinie ein, die im Anschluss an die Vorortzüge nach Berlin verkehrte.
Mit einem Fahrpreis von 40 Pfennig in der 3. Wagenklasse (ab 1908: 20 Pfennig) war die Fahrt vom Bahnhof Heiligensee zum Stettiner Bahnhof (heute: Nordbahnhof) vielen Bewohnern zu teuer, sodass die Gemeinde an eine Straßenbahnverbindung nach Tegel dachte, das seit 1881 an das Straßenbahnnetz angeschlossen war. Die Große Berliner Straßenbahn bezweifelte die Rentabilität einer solchen Verbindung, sodass sich die Gemeinde auf Drängen der Grundstücksbesitzer von Heiligensee, Konradshöhe und Tegelort zum Bau einer eigenen Straßenbahn nach Tegel entschloss. Die Allgemeine Elektricitäts-Gesellschaft (AEG) erklärte sich bereit, den Bau der Bahn zu übernehmen.

### Bau und Inbetriebnahme
| Jahr | Monat | Fahrgäste |
| ---- | ----- | --------- |
| 1913 | Mai   | 03.000    |
| 1913 | Juni  | 48.000    |
| 1913 | Juli  | 59.000    |
| 1913 | Aug.  | 65.000    |
| 1913 | Sep.  | 51.000    |
| 1913 | Okt.  | 37.000    |
| 1913 | Nov.  | 30.000    |
| 1913 | Dez.  | 24.000    |
| 1914 | Jan.  | 26.000    |
| 1914 | Feb.  | 32.000    |
| 1914 | März  | 38.000    |
| 1914 | Apr.  | 62.000    |
| 1914 | Mai   | 72.000    |
| 1914 | Juni  | 83.000    |

Nachdem die Verhandlungen mit der Forstverwaltung in Potsdam, der Gemeinde Tegel und dem Besitzer des Gutes Tegel Schloss erfolgreich verliefen, begann im September 1912 die Verlegung der ersten Gleise. Mit Ausnahme eines sumpfigen Abschnittes nördlich des Heiligenseer Dorfangers gab es keine topografischen Schwierigkeiten beim Bau. Die Städtische Straßenbahn Spandau dachte zu dieser Zeit über einen Brückenbau bei Tegelort nach, um eine Verbindung zwischen der Heiligenseer mit der Spandauer Straßenbahn zu ermöglichen. Da das Vorhaben als zu kostspielig erachtet wurde, kam es zur Einrichtung einer Fährverbindung zwischen Tegelort und Hakenfelde am gegenüberliegenden Ufer.
Im Frühjahr 1913 waren die Oberbauarbeiten abgeschlossen, sodass die polizeiliche Abnahme beider Strecken am 27. Mai 1913 erfolgen konnte. Der feierlichen Eröffnung am 28. Mai folgte die reguläre Betriebsaufnahme am Folgetag.
Der Betrieb umfasste zwei Linien, die von Tegel aus durch den Tegeler Forst bis Heiligensee und über Konradshöhe nach Tegelort fuhren. Zur Unterscheidung erhielten die nach Heiligensee fahrenden Züge rote Stirnzielschilder, die nach Tegelort fahrenden Züge solche in Grün. Am anderen Triebwagenende war ein weißes Zielschild für Tegel angebracht, was dazu führte, dass die Bahn in Tegel als „Weiße Elektrische“ bezeichnet wurde. Die Züge verkehrten auf beiden Linien im Stundentakt, der während der Hauptverkehrszeiten auf 30 Minuten verdichtet wurde. Sonntags fuhr die Bahn aufgrund des starken Ausflugsverkehrs alle 20 Minuten. Die Fahrtzeit für die rund sechs Kilometer lange Strecke von Tegel nach Heiligensee betrug 19 Minuten, für die etwa sieben Kilometer von Tegel bis Tegelort benötigten die Züge 23 Minuten, die Gesamtstreckenlänge betrug 10,91 km.
Die Strecken waren eingleisig und mit mehreren Ausweichen versehen, die einen 10-Minuten-Takt ermöglicht hätten. Eine Streckensicherung der eingleisigen Abschnitte durch Signalanlagen erfolgte zunächst nicht.
Die Bahn konnte ab Beginn relativ hohe Fahrgastzahlen verzeichnen, sodass die Gemeinde imstande war, die jährliche Tilgungsrate von 50.000 Mark allein aus den Fahrgeldeinnahmen zu begleichen. Die genaue Höhe der Baukosten wird unterschiedlich hoch angegeben und schwankt zwischen 800.000 und einer Million Mark. Vor allem während der wärmeren Jahreszeit nutzten viele Ausflügler die Bahn.

### Anschluss nach Berlin
Am 1. Oktober 1920 wurde der Betrieb im Zuge des Groß-Berlin-Gesetzes von der GBS übernommen. Am 13. Dezember 1920 fusionierte diese mit den Straßenbahnen der Stadt Berlin und den Berliner Elektrischen Straßenbahnen zur Berliner Straßenbahn (BSt). Im Laufe des Folgejahres erhielten die Linien die Nummern 125 (nach Heiligensee) und 126 (nach Tegelort). Während dieser Zeit kam es am 24. November 1920 zur vorübergehenden Einstellung des Verkehrs nach Tegelort. Da der Fahrstrom nach Betriebsschluss aus Sparzwängen abgeschaltet wurde, kam es in Höhe der Gabelung zur Entwendung des Fahrdrahtes.
Für einen durchgehenden Betrieb über Tegel hinaus in die Berliner Innenstadt mussten diverse Umbauten an der Strecke vorgenommen werden. Unter anderem betrafen diese die Umstellung von Bügel- auf Rollenstromabnehmer sowie den Austausch der Weichen durch schlankere Modelle. Die eingleisigen Abschnitte erhielten einfache Signaleinrichtungen zur Streckensicherung. Bevor die dauerhafte Gleisverbindung übergeben wurde, sollen bereits einige Berliner Wagen über Aufliegergleise zur Heiligenseer Bahn überführt worden sein.
Am 1. Mai 1922 konnte dann der durchgehende Betrieb aufgenommen werden, die Kehrgleise in der Straße 2 dienten fortan dem Abstellen von Beiwagen, die auf der Fahrt nach Heiligensee beziehungsweise Tegelort nicht benötigt wurden. Es verkehrte einerseits die Linie 25 von ihrem bisherigen Endpunkt an der Charlottenstraße Ecke Unter den Linden über Tegel nach Tegelort sowie jeder zweite Zug als Linie 125 nach Heiligensee. Am 31. März wurden beide Linien zur Linie 25 zusammengefasst und über Potsdamer Platz zum Anhalter Bahnhof verlängert.

### Weitere Entwicklung
Nach der inflationsbedingten Einstellung des Straßenbahnverkehrs am 9. September 1923 nahm die Berliner Straßenbahn-Betriebs-Gesellschaft den Betrieb am Folgetag wieder auf. Anstelle der Linie 25 übernahm die Linie 28 mit Pendelwagen ab Tegel die Bedienung beider Endpunkte. Ab dem 8. Oktober wurde die Linie wieder durchgehend betrieben, am 1. März 1924 erhielt der Heiligenseer Ast mit der Linie 128 eine eigene Liniennummer.
Von 1925 bis 1928 baute die Berliner Straßenbahn den Abschnitt von Tegel über Konradshöhe nach Tegelort zweigleisig aus und errichtete anstelle der dort vorhandenen Kuppelendstelle eine Wendeschleife in Form einer Blockumfahrung ein. Der zweigleisige Ausbau nach Heiligensee konnte indes aus Geldmangel erst 1937 abgeschlossen werden. Ein kurzer Abschnitt in der Dorfaue bis zur Wendeschleife Heiligensee blieb eingleisig.
Am 1. November 1941 wurden beide Linien bis Bahnhof Gesundbrunnen, Ramlerstraße, zurückgezogen. Der Betrieb konnte sich auf den Außenästen vermutlich bis April 1945 halten und kam spätestens am Ende des Zweiten Weltkriegs mit dem Zusammenbruch der Berliner Stromversorgung zum Erliegen. Bereits am 20. Mai 1945 gingen beide Linien bis Tegel wieder in Betrieb, zusammen mit der Linie 87 zwischen Treptow, Elsenstraße und Bahnhof Schöneweide waren sie die ersten in Berlin verkehrenden Straßenbahnlinien nach der Kapitulation. Eine Woche später erfolgte die Verlängerung bis zum U-Bahnhof Seestraße, ab Juli 1945 war der Endpunkt wie zuvor am Bahnhof Gesundbrunnen.

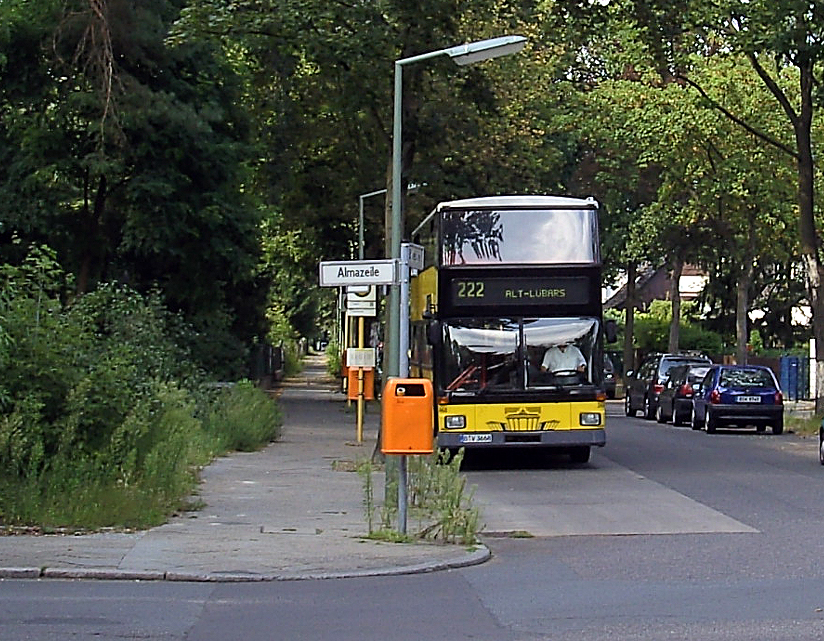
Doppeldeckbus auf der Linie 222 an der Endhaltestelle Tegelort, 2007

Die Einführung von Fahrscheinstempeln anstelle der bisher verwendeten Lochzangen hatte die Umstellung der bisher dreistelligen Liniennummern auf zweistellige zur Folge, die Stempel hatten nur Platz für zwei Ziffern. Aus der Linie 128 wurde so die Linie 29. Zwei Jahre darauf wurden beide Linien von Rollen- auf Scherenstromabnehmer umgestellt.
Am 1. Juni 1958 wurden die Linien 28 und 29 zusammen mit den Linien 41 und 68 eingestellt sowie die Linie 25 verkürzt; ihre Aufgaben übernahmen die am gleichen Tag von der Seestraße nach Tegel verlängerte Linie CI der U-Bahn sowie diverse Autobuslinien. Anstelle der Linie 28 fuhr die Linie A20 von Tegelort über Tegel nach Lübars (heutige Linie 222), die Linie 29 wurde durch die Linie A13 von Heiligensee über Tegel nach Spandau (heute: Linie 133) ersetzt. Die Fahrzeit reduzierte sich dadurch um zwei Minuten.
Der Einsatz von Omnibussen erforderte kurz nach der Umstellung die Verbreiterung der genutzten Straßen, wofür die ehemalige Straßenbahntrasse abgetragen wurde. An die Heiligenseer Straßenbahn erinnern somit noch das Depot im Dorfkern sowie die Pflasterung in der Straße Alt-Heiligensee.

## Streckenbeschreibung
Der Ausgangspunkt der Bahn lag in der heutigen Straße 2, unweit des Betriebshofs Tegel und der Endhaltestelle der GBS. Die zweigleisige Kehranlage bot Platz zum Umsetzen eines Drei-Wagen-Zugs. Eine Gleisverbindung zum Netz der GBS bestand bis 1922 nicht.
Die Strecke führte zunächst zweigleisig durch die Karolinenstraße bis zur Fließbrücke. Die Industriebahn Tegel–Friedrichsfelde wurde ebenerdig gekreuzt. Entlang der nördlichen Seite der Heiligenseestraße verlief die Bahn bis zur Gabelung nach Tegelort. Der Heiligenseer Ast verlief weiter entlang der Heiligenseestraße, die an der Gemeindegrenze in die Kirschallee – heute ebenfalls ein Teil der Heiligenseestraße – überging. Hinter dem ehemaligen Waldrestaurant ‚Rotkäppchen‘ wechselte die Bahn die Straßenseite bis zur Kreuzung Dorfaue (heute: Alt-Heiligensee). Dieser Straße folgend führte die Bahn in den Heiligenseer Dorfkern, wo die Strecke in einer Wendeschleife um den Dorfanger herumgeführt wurde. Von der Schleife ausgehend ging ein Gleis zum Betriebshof der Bahn ab.
Der Tegelorter Ast verlief zunächst auf der nördlichen Seite der Chaussee nach Konradshöhe und wechselte ab der Habichtstraße am Ortseingang Konradshöhe in Straßenmitte. Am Falkenplatz bog die Strecke in die Eichelhäherstraße, die am Siedlungsrand in die Bismarckstraße (heute: Friederikestraße) überging. Über die Kurze Straße (heute: Almazeile) und Moltkestraße (heute: Beatestraße) ging es weiter zur Endhaltestelle am Barschelplatz unmittelbar am Ufer des Tegeler Sees.
Ausweichen befanden sich an der Kreuzung Karolinenstraße Ecke Heiligenseestraße und am Schulzendorfer Weg, am Waldrestaurant ‚Rotkäppchen‘, am heutigen Wesselburer Weg sowie auf der Tegelorter Strecke an der Gabelung sowie am Falkenplatz. Die Streckensicherung erfolgte nach dem System der festen Kreuzungen, die sich am Waldrestaurant beziehungsweise hinter der Gabelung befanden. Beim Verkehr im 20-Minuten-Takt wurde ferner die Ausweiche Schulzendorfer Weg mitgenutzt.
Die Bahn hatte nur wenige feste Haltestellen, die sich neben den Endpunkten unter anderem am Flugplatz Schulzendorf und an der Gabelung befanden, die Ausweichen dienten als Bedarfshaltestellen. Dennoch war das Zusteigen auf freier Strecke möglich.
Im Jahr 1925 ließ die Berliner Straßenbahn den Abschnitt von Tegel bis zur Habichtstraße zweigleisig ausbauen, das Stück bis Tegelort folgte 1928. Die Kuppelendstelle wich einer Blockumfahrung im Zuge der Bismarckstraße, Kurze Straße, Moltkestraße und Jörsstraße. Der Heiligenseer Ast wurde bis 1937 mit Ausnahme des kurzen Abschnittes in der Dorfaue zweigleisig ausgebaut.

## Betrieb

### Tarif
| Datum         | Einzelfahrt | Einzelfahrt (ermäßigt) | Teilstrecke | Teilstrecke (ermäßigt) | Sammelkarte   |
| ------------- | ----------- | ---------------------- | ----------- | ---------------------- | ------------- |
| 29. Mai 1913  | 0,20 Mk     | 0,10 Mk                | 0,10 Mk     | –                      |               |
| 15. Feb. 1919 | 0,30 Mk     | 0,20 Mk                | 0,20 Mk     | –                      | 10 zu 2,40 Mk |
| 1. Mär. 1920  | 0,40 Mk     |                        |             |                        |               |
| 1. Mai 1920   | 0,60 Mk     | 0,30 Mk                | 0,30 Mk     | 0,20 Mk                | 10 zu 4,50 Mk |
| 1. Dez. 1920  | 0,80 Mk     |                        |             |                        | 08 zu 6,00 Mk |

Die Heiligenseer Straßenbahn erhob zur Eröffnung einen Fahrpreis von 20 Pfennig für die einfache Fahrt über die gesamte Strecke, Teilstrecken zu 10 Pfennig wurden von den drei Endpunkten bis zur Gabelung ausgegeben. Für Kinder von sechs bis zwölf Jahre galt ein ermäßigter Tarif. Der Fahrpreis wurde mit der beginnenden Inflation ab 1919 angehoben und betrug ab Mai 1920 60 Pfennig für die Einzelfahrt.
Kleinere Gepäckstücke konnten wie Kinder unter sechs Jahren umsonst mitgenommen werden. Der Transport von größeren Gepäckstücken war ab dem 1. September 1919 zum Normalpreis erlaubt. Die Gepäckstücke durften den Platz von einer Person einnehmen. Der Transport von Gewehren und übelriechendem Gepäck sowie solchem, das über den Unterrand der Fenster hinausragte, war untersagt.
Mit dem Übergang zur Großen Berliner Straßenbahn wurde der Fahrpreis am 1. Dezember 1920 zunächst von 60 auf 80 Pfennig erhoben, ohne dass die Gültigkeit der Fahrkarten über Tegel hinaus ging. Für Umsteiger zur Berliner Straßenbahn wurde ab dem 15. Januar 1921 ein Umsteigefahrschein zum Preis von 1,20 Mark ausgegeben. Die Preise stiegen inflationsbedingt in den Folgemonaten drastisch an. Am 22. Juni 1922 wurde der gesonderte Tarif auf den Straßenbahnlinien nach Heiligensee und Tegelort abgeschafft.

### Fahrzeuge

Triebwagen 4 an der Endhaltestelle in Tegel, um 1913

#### Triebwagen 1–7, Beiwagen 21–26
Für den Betrieb standen zunächst sieben Trieb- und sechs Beiwagen zur Verfügung, die sich im Wagenaufbau glichen. Die Wagen verfügten über geschlossene Einstiegsplattformen, die Zugänge blieben offen. Der Wagenkasten wies je drei Seitenfenster mit sechs darüber angebrachten Oberlichtern auf. Mittig an den Seitenwänden der gelb lackierten Wagen war das Wappen der Gemeinde Heiligensee in den Farben Rot, Grün und Gold angebracht, darunter der Schriftzug „Straßenbahn der Gemeinde Heiligensee“ sowie die Wagennummer. Die Stromabnahme erfolgte über Lyrabügel bei einer Betriebsspannung von 550 bis 600 Volt. Die Triebwagen erhielten die Wagennummern 1–7, die Beiwagen die Wagennummern 21–26. Sie wurden 1920 mit den Nummern 4223–4229 sowie 1578–1583 übernommen. Die Triebwagen wurden ab 1922 zunächst noch mit Lyrabügel auf der Linie 84 von Friedrichshagen nach Altglienicke eingesetzt, bevor diese wie auch die übrigen Linien auf Rollenstromabnehmer umgestellt wurde. Die Beiwagen wurden 1925 für den Betrieb auf dem Meterspurnetz umgespurt und 1930 ausgemustert. Die Triebwagen gingen 1929 ausnahmslos in den Arbeitswagenbestand über und wurden später ausgemustert.

#### Beiwagen 27–30
Der rege Ausflugsverkehr führte 1914 zur Auslieferung von weiteren vier Beiwagen, die als offene Sommerwagen konzipiert waren. Sie waren länger als die anderen Beiwagen und hatten je vier Seitenfenster. Anstelle der Glasscheiben waren Vorhänge angebracht, die Plattformen waren offen und das Dach als Tonnendach ausgeführt. Die Wagen mit den Nummern 27–30 wurden 1920 mit den Nummern 1584–1587 versehen und 1925 in 1486II–1489II umnummeriert. 1486II wurde bis 1949 ausgemustert, 1488II 1489II kamen 1964 nach Potsdam und wurden dort 1968 ausgemustert.

#### Fahrzeugeinsatz nach 1921
Mit dem Anschluss nach Berlin waren die Linien auf der Nord-Süd-Relation bis zur Stadtmitte stark nachgefragt, sodass hier vor allem die vierachsigen Maximumtriebwagen mit ein oder zwei Anhängewagen eingesetzt wurden. Ab Mitte der 1950er Jahre wurden die Triebwagen durch solche des Typs T 24 mit den dazugehörigen Beiwagen ersetzt, später kamen vor allem die Mitteleinstiegsbeiwagen der Typen BDM 26 und BM 28/35 und BM 28/37 zum Einsatz.
| Baujahr | Hersteller | Nummern | ab 1920   | ab 1925       | Verbleib                                                                            |
| ------- | ---------- | ------- | --------- | ------------- | ----------------------------------------------------------------------------------- |
| 1913    |            | 1–7     | 4223–4229 | 4223–4229     | zweiachsige Triebwagen; 1929 zu A151, A161, A147, A242, A250, A249 und A156         |
|         |            |         |           |               |                                                                                     |
| 1913    |            | 21–26   | 1578–1583 | 1578–1583     | zweiachsige Beiwagen 1925 Umbau auf Meterspur 1930 ausgemustert                     |
| 1914    | Lindner    | 27–30   | 1584–1587 | 1486II–1489II | zweiachsige Sommerbeiwagen 1488II, 1489II (ex 29, 30) 1963 nach Potsdam Bw 219, 218 |

### Betriebshof

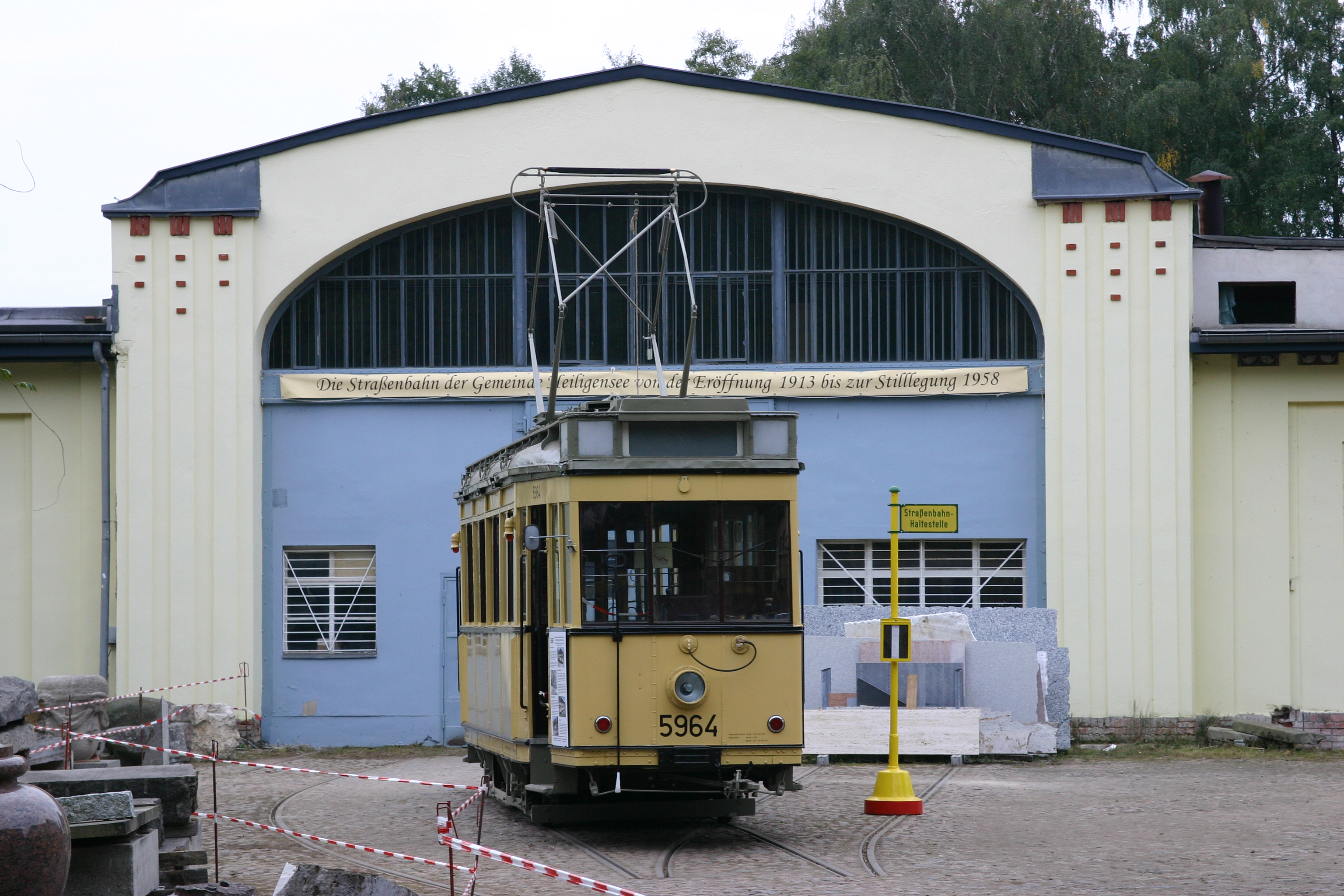
Tw 5964 des Typs T 24 vor dem ehemaligen Depot anlässlich der 700-Jahr-Feier Heiligensees, 2008

Der Straßenbahnhof der Gemeindestraßenbahn lag am Dorfanger Heiligensee auf einem gepachteten Grundstück. Das Gebäude bedeckte eine Grundfläche von 1003 m² und umfasste mittig eine dreigleisige Wagenhalle, im südlichen Seitenflügel eine eingleisige Instandsetzungshalle mit Revisionsgrube sowie im nördlichen Seitenflügel die Betriebsverwaltung. An die Instandsetzungshalle angeschlossen waren Schmiede, Ankerwickelei, Materiallager, Aufenthaltsraum sowie Toiletten- und Waschräume.
Für die 1914 beschafften Sommerwagen stellte der Gemeindevorsteher am 23. März 1914 den Antrag auf Erweiterung der Halle um 21,60 m, deren Umsetzung bis zum 7. Mai 1914 erfolgte. Die Kapazität betrug seitdem 21 Wagen. Im gleichen Monat wurde das insgesamt 5900 m² große Grundstück eingezäunt.
Im Jahr 1920 übernahm die GBS den Betriebshof als Außenstelle des Betriebshofs Tegel. Mit der Gleisverbindung nach Tegel wurde der Hof im Mai 1922 geschlossen und seine Aufgaben durch den Betriebshof 6 in Tegel übernommen. Der Hof wurde danach verschiedenen Nutzungen zugeführt, unter anderem produzierte das EOS-Automobil-Werk hier bis 1923 seine Kleinwagen. Ab Mitte der 1920er Jahre bis zu Beginn der 1930er Jahre sowie von 1937 bis 1938 diente das Gelände erneut der Straßenbahn, als Abstellplatz für ausrangierte Fahrzeuge beziehungsweise nicht benötigte Einsatzwagen. Zwischendurch bezog der Reichsarbeitsdienst das Gebäude und nutzte die Wagenhalle nach Umbauten als Unterkunft. Während des Zweiten Weltkriegs soll der ehemalige Hof als Zweigstelle des Heereszeugamtes gedient haben.
Nach 1945 nutzte zunächst ein örtliches Sägewerk, ab 1961 ein Kunststofffabrikant die Wagenhalle. Zum Ende der 1980er Jahre plante die Senatswirtschaftsverwaltung die Einrichtung einer Reithalle für 50 Pferde, was den Ausbau der noch in der Halle liegenden Gleise bedeutet hätte; das Vorhaben gelangte nicht zur Umsetzung. Zwischen 1989 und 2008 diente der Hof dem Steinmetzbetrieb Kai Dräger als Werkstatt sowie den Künstlern Siegfried Kühl und Heinz Sterzenbach als Atelier. Seit 2010 ist in dem Gebäude ein Restaurant untergebracht.

## Unfälle
Auf den durch den Tegeler Forst verlaufenden Streckenabschnitten kam es in der Anfangszeit zu vereinzelten Entgleisungen infolge zu hoher Geschwindigkeiten. Amtlich festgelegt waren eine Höchstgeschwindigkeit von 30 km/h, in Kurven sowie an schwer einsehbaren Stellen 10 km/h.
Überliefert ist ferner ein Zusammenstoß mit einem Zug der Industriebahn Tegel–Friedrichsfelde, der sich um 1920 bei dichtem Nebel ereignet haben soll. Der Unfall hatte die Einrichtung einer Zwangshaltestelle vor der Gleiskreuzung zur Folge, die erst nach Freigabe durch den vorauslaufenden Schaffner passiert werden durfte.